# Strzelectwo na Letnich Igrzyskach Olimpijskich 1900 – pistolet dowolny, 50 m
Strzelanie z pistoletu dowolnego z odl. 50 metrów mężczyzn na letnich igrzyskach olimpijskich w Paryżu było jedną z konkurencji tam rozgrywanych. Pierwszym mistrzem olimpijskim w nowym formacie tej konkurencji (na poprzednich igrzyskach strzelano z 30 metrów) został Szwajcar, Conrad Karl Röderer, który wygrał z dużą przewagą 37 punktów nad kolejnym zawodnikiem.

## Format i przebieg zawodów
W finałowej części zawodów, wystartowało 20 zawodników z czterech krajów. Każdy z nich oddał 60 strzałów do tarczy oddalonej o 50 metrów; za każde jedno trafienie, można było zdobyć najwyżej 10 punktów. Maksymalna liczba punktów do zdobycia: 600. 
Zawody rozegrano w środę, 1 sierpnia 1900 roku w godzinach: 800 – 1800 czasu lokalnego. Miejscem rozgrywania zawodów był obóz Satory zlokalizowany we francuskim mieście Wersal.
Konkurencję tę zdominowali Szwajcarzy; wszyscy przedstawiciele tego kraju uplasowali się w pierwszej dziesiątce (trzech zajęło miejsca w pierwszej czwórce). W czołowej dziesiątce znalazło się też czterech Francuzów i jeden reprezentant Holandii. W zawodach startowali też Belgowie, jednak najwyżej sklasyfikowany z nich (Alban Rooman), zajął dopiero 13. miejsce.
Na podstawie wyników indywidualnych sporządzono klasyfikację drużynową, w której również rozdano medale.

## Klasyfikacja końcowa
Wyniki:
| Miejsce | Zawodnik            | Kraj       | Punkty |
| ------- | ------------------- | ---------- | ------ |
| złoto   | Conrad Karl Röderer | Szwajcaria | 503    |
| srebro  | Achille Paroche     | Francja    | 466    |
| brąz    | Konrad Stäheli      | Szwajcaria | 453    |
| 4       | Louis Richardet     | Szwajcaria | 448    |
| 5       | Louis Dutfoy        | Francja    | 442    |
| 6       | Dirk Boest Gips     | Holandia   | 437    |
| 7       | Friedrich Lüthi     | Szwajcaria | 435    |
| 7       | Léon Moreaux        | Francja    | 435    |
| 9       | Paul Probst         | Szwajcaria | 432    |
| 10      | Jules Trinité       | Francja    | 431    |
| 11      | Maurice Lecoq       | Francja    | 429    |
| 12      | Henrik Sillem       | Holandia   | 408    |
| 13      | Alban Rooman        | Belgia     | 405    |
| 14      | Émile Thèves        | Belgia     | 404    |
| 15      | Antonius Bouwens    | Holandia   | 390    |
| 16      | Victor Robert       | Belgia     | 351    |
| 17      | Pierre Eichhorn     | Belgia     | 345    |
| 18      | Solko van den Bergh | Holandia   | 331    |
| 19      | Charles Lebègue     | Belgia     | 318    |
| 20      | Anthony Sweijs      | Holandia   | 310    |